# Tétaigne
Tétaigne est une commune française, située dans le département des Ardennes en région Grand Est.

## Géographie

### Localisation
La commune est à 2,5 km de Sachy, 4,1 de Carignan et 4,7 de Brévilly.
Le territoire de la commune est limitrophe de ceux de sept communes :
| Pouru-Saint-Remy | Sachy            | Osnes    |
| Brévilly         | Tétaigne         |          |
| Mairy            | Euilly-et-Lombut | Carignan |

### Géologie et relief
Hydrogéologie et climatologie : Système d’information pour la gestion des eaux souterraines du bassin Rhin-Meuse :
Territoire communal : Occupation du sol (Corinne Land Cover); Cours d'eau (BD Carthage),
Géologie : Carte géologique; Coupes géologiques et techniques,
 Hydrogéologie : Masses d'eau souterraine; BD Lisa; Cartes piézométriques.

### Hydrographie
La commune est dans le bassin versant de la Meuse au sein du bassin Rhin-Meuse. Elle est drainée par la Chiers, le ruisseau de Lombut et le ruisseau de Vaudime,.
La Chiers, d'une longueur de 127 km, prend sa source dans la commune de Mont-Saint-Martin et se jette  dans la Meuse à Remilly-Aillicourt, après avoir traversé 46 communes. Elle traverse la commune dans sa partie sud d'est en ouest puis constitue une liite séparative de la commune, sur une longueur d'environ 5,3 km.

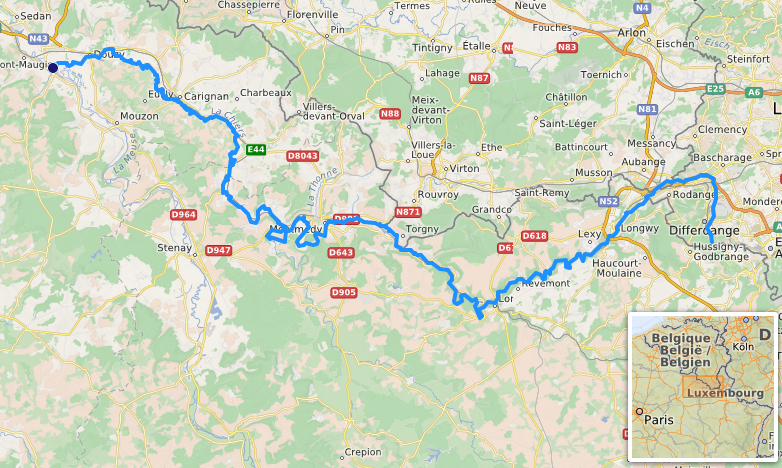
Cours de la Chiers, affluent de la Meuse
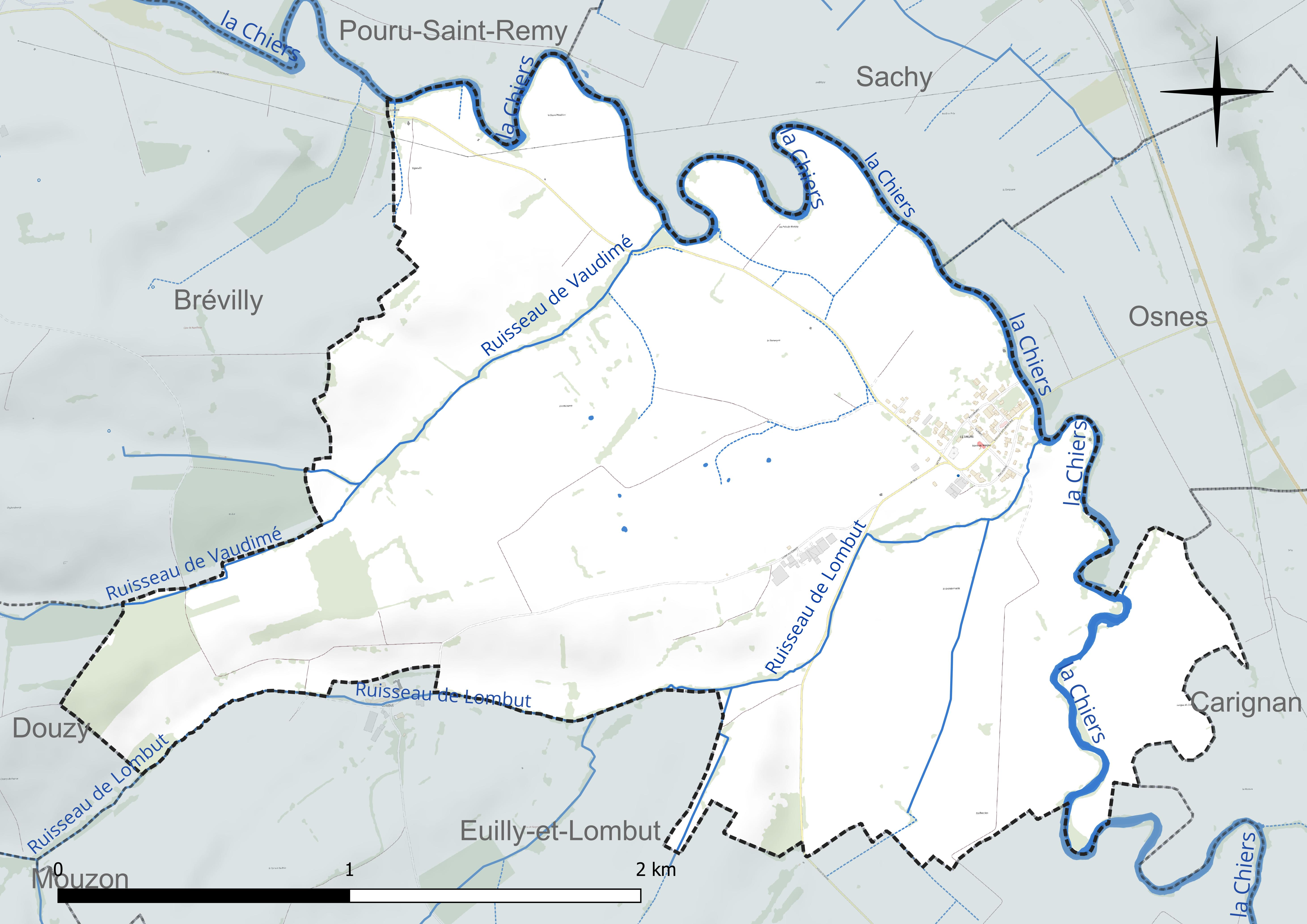
Réseau hydrographique de Tétaigne.

### Climat
Pour des articles plus généraux, voir Climat du Grand Est et Climat des Ardennes.
En 2010, le climat de la commune est de type climat des marges montargnardes, selon une étude du Centre national de la recherche scientifique s'appuyant sur une série de données couvrant la période 1971-2000. En 2020, Météo-France publie une typologie des climats de la France métropolitaine dans laquelle la commune est exposée à un climat océanique altéré et est dans la région climatique  Lorraine, plateau de Langres, Morvan, caractérisée par un hiver rude (1,5 °C), des vents modérés et des brouillards fréquents en automne et hiver. 
Pour la période 1971-2000, la température annuelle moyenne est de 9,7 °C, avec une amplitude thermique annuelle de 15,8 °C. Le cumul annuel moyen de précipitations est de 870 mm, avec 12,9 jours de précipitations en janvier et 9,2 jours en juillet. Pour la période 1991-2020, la température moyenne annuelle observée sur la station météorologique de Météo-France la plus proche, « Douzy », sur la commune de Douzy à 7 km à vol d'oiseau, est de 10,5 °C et le cumul annuel moyen de précipitations est de 857,0 mm. 
La température maximale relevée sur cette station est de 40,3 °C, atteinte le 25 juillet 2019 ; la température minimale est de −14,8 °C, atteinte le 3 janvier 2004,,. 
Les paramètres climatiques de la commune ont été estimés pour le milieu du siècle (2041-2070) selon différents scénarios d'émission de gaz à effet de serre à partir des nouvelles projections climatiques de référence DRIAS-2020. Ils sont consultables sur un site dédié publié par Météo-France en novembre 2022.

## Urbanisme

### Typologie
Au 1er janvier 2024, Tétaigne est catégorisée commune rurale à habitat dispersé, selon la nouvelle grille communale de densité à 7 niveaux définie par l'Insee en 2022.
Elle est située hors unité urbaine et hors attraction des villes,.

### Occupation des sols
L'occupation des sols de la commune, telle qu'elle ressort de la base de données européenne d’occupation biophysique des sols Corine Land Cover (CLC), est marquée par l'importance des territoires agricoles (91,5 % en 2018), en diminution par rapport à 1990 (96,1 %). La répartition détaillée en 2018 est la suivante : 
prairies (68,4 %), terres arables (23,1 %), zones urbanisées (4,8 %), forêts (3,7 %). L'évolution de l’occupation des sols de la commune et de ses infrastructures peut être observée sur les différentes représentations cartographiques du territoire : la carte de Cassini (XVIIIe siècle), la carte d'état-major (1820-1866) et les cartes ou photos aériennes de l'IGN pour la période actuelle (1950 à aujourd'hui).

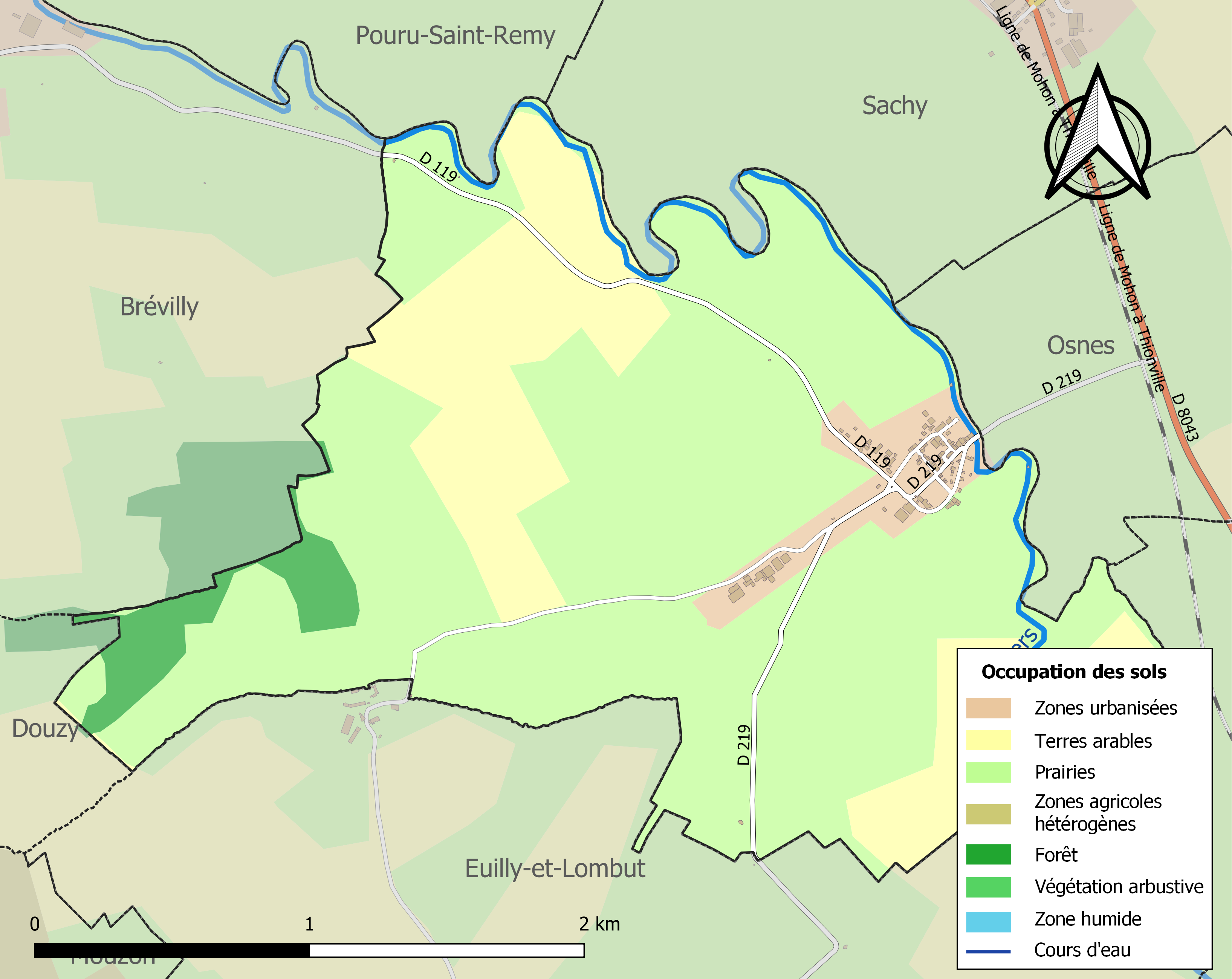
Carte des infrastructures et de l'occupation des sols de la commune en 2018 (CLC).

### Voies de communications et transports

#### Voies routières
- D 8043 vers Sachy et Carignan.
- D 119 vers Brévilly.

#### Transports en commun
- Fluo Grand Est.

##### SNCF

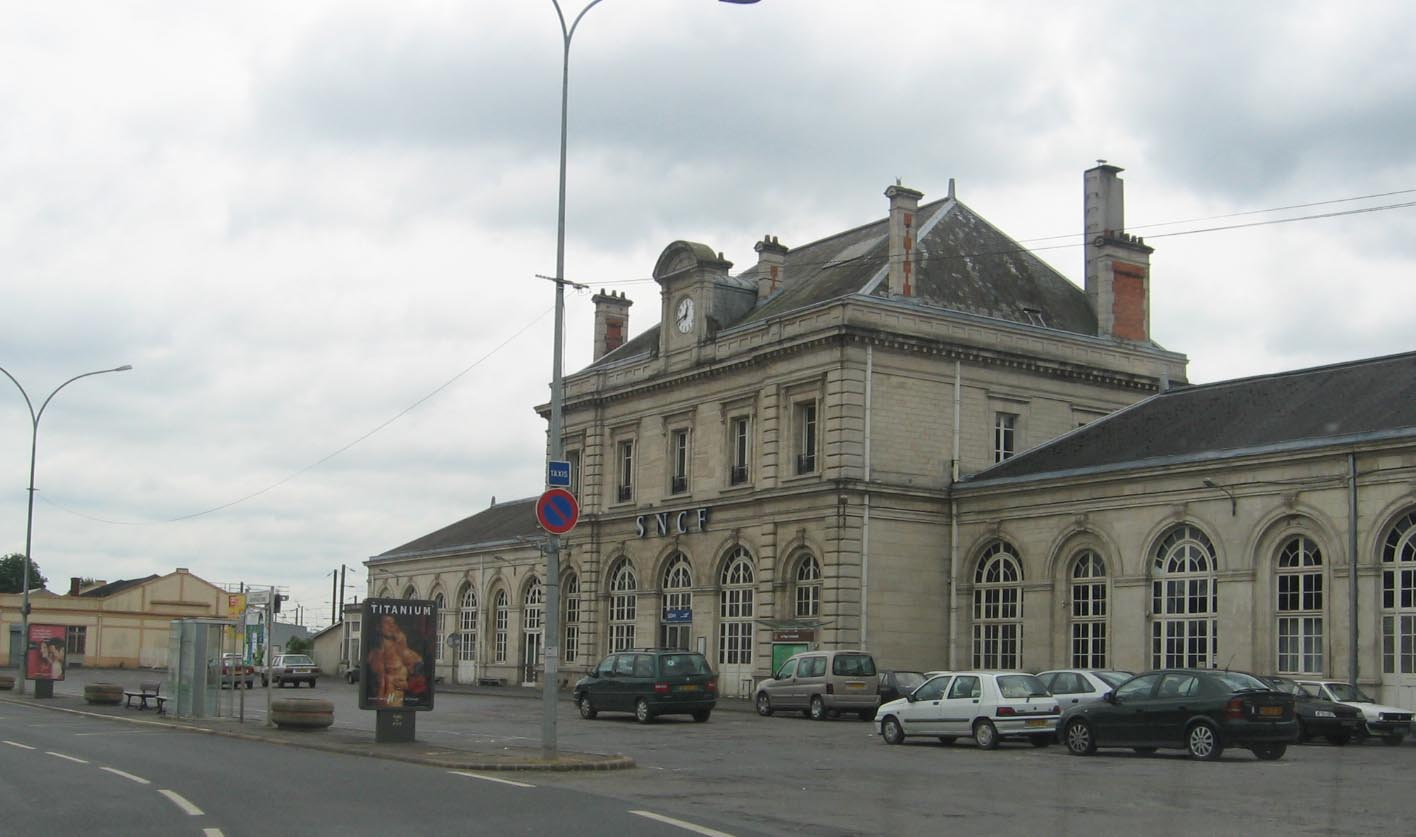
Gare de Sedan.

- Gare de Carignan.
- Gare de Sedan.
- Gare de Donchery.
- Gare de Vrigne-Meuse.
- Gare de Montmédy.

### Risques naturels et technologiques
Commune située dans une zone 1 de sismicité très faible.

## Histoire
Le 12 mai 1940, devant l'avancée allemande dans l'Ardenne, les Français font sauter les ponts sur la Chiers. Le lendemain soir, les Allemands du VII. Armee-Korps d'Eugen Ritter von Schobert arrivent sur la rivière, au niveau de Tétaigne elle est défendue sur sa rive gauche notamment par des casemates (casemates de Tétaigne A et B de part et d'autre du village) tenues par le II/136e RIF (capitaine Feyfant), ainsi que d'autres unités telle que la 3/14e RTA. 
Au matin du 14 mai 1940, les Allemands tentent de franchir la Chiers entre Tétaigne et Carignan ; à Tétaigne c'est la 10./Infanterie-Regiment 169 (68. Infanterie-Division). Le feu français d'artillerie (notamment celle du III/20e RANA) et de mitrailleuses est important, mettant en échec les Allemands qui ne pourront se replier qu'à la faveur de l'obscurité, déplorant 20 morts et 27 prisonniers. Dans la nuit, sur ordre de Charles Huntziger, chef de la 2e armée dont elles dépendent, les unités françaises évacuent leurs positions sur la Chiers en aval de l'ouvrage de La Ferté.
La commune a été décorée de la Croix de guerre 1939-1945.
Trois habitants ont par ailleurs été admis parmi les 4281 Justes parmi les nations de France pour avoir sauvé des personnes juives persécutées par le régime nazi et le gouvernement de Vichy :
- Camille Maljean,
- Louis Maljean,
- Mélanie Maljean.

## Politique et administration

### Découpage territorial

#### Commune et intercommunalités
Commune membre de la Communauté de communes des Portes du Luxembourg.

### Élections municipales et communautaires

#### Liste des maires
| Période                                  | Période                   | Identité                                         | Étiquette | Qualité     |
| ---------------------------------------- | ------------------------- | ------------------------------------------------ | --------- | ----------- |
| Les données manquantes sont à compléter. |                           |                                                  |           |             |
| 1879                                     |                           | de Tassigny                                      |           |             |
| 1995                                     | 2001                      | Pierre Maljean                                   |           |             |
| mars 2001                                | En cours (au 26 mai 2020) | Jean-Marie Pierre Réélu pour le mandat 2020-2026 |           | Agriculteur |

## Équipements et services publics

### Enseignement
Établissements d'enseignements :
- Écoles maternelles et primaires à Brévilly, Carignan, Pouru-Saint-Remy, Messincourt, Pure.
- Collèges à Carignan, Douzy, Raucourt-et-Flaba, Sedan.
- Lycées à Bazeilles, Sedan.

### Santé
Professionnels et établissements de santé :
- Médecins à Carignan, Blagny, Mouzon, Messincourt, Pouru-Saint-Rémy.
- Pharmacies à Carignan, Blagny, Pure, Mouzon, Pouru-Saint-Rémy.
- Hôpitaux à Sedan, Charleville-Mézières, Nouzonville, Longuyon.

## Population et société

### Démographie

#### Évolution démographique
L'évolution du nombre d'habitants est connue à travers les recensements de la population effectués dans la commune depuis 1793. Pour les communes de moins de 10 000 habitants, une enquête de recensement portant sur toute la population est réalisée tous les cinq ans, les populations de référence des années intermédiaires étant quant à elles estimées par interpolation ou extrapolation. Pour la commune, le premier recensement exhaustif entrant dans le cadre du nouveau dispositif a été réalisé en 2005.

En 2022, la commune comptait 131 habitants, en évolution de +3,97 % par rapport à 2016 (Ardennes : −2,97 %, France hors Mayotte : +2,11 %).
| 1793 | 1800 | 1806 | 1821 | 1831 | 1836 | 1841 | 1846 | 1851 |
| ---- | ---- | ---- | ---- | ---- | ---- | ---- | ---- | ---- |
| 199  | 182  | 196  | 215  | 201  | 198  | 193  | 217  | 201  |

| 1866 | 1872 | 1876 | 1881 | 1886 | 1891 | 1896 | 1901 | 1906 |
| ---- | ---- | ---- | ---- | ---- | ---- | ---- | ---- | ---- |
| 236  | 226  | 224  | 189  | 186  | 182  | 186  | 170  | 184  |

| 1911 | 1921 | 1926 | 1931 | 1936 | 1946 | 1954 | 1962 | 1968 |
| ---- | ---- | ---- | ---- | ---- | ---- | ---- | ---- | ---- |
| 149  | 110  | 121  | 143  | 150  | 95   | 103  | 148  | 142  |

| 1975 | 1982 | 1990 | 1999 | 2005 | 2006 | 2010 | 2015 | 2020 |
| ---- | ---- | ---- | ---- | ---- | ---- | ---- | ---- | ---- |
| 120  | 95   | 80   | 82   | 80   | 80   | 81   | 121  | 128  |

| 2022 | - | - | - | - | - | - | - | - |
| ---- | - | - | - | - | - | - | - | - |
| 131  | - | - | - | - | - | - | - | - |

### Cultes
- Culte catholique, Paroisse Saint Géry en Yvois[27], Diocèse de Reims.

## Économie

### Entreprises et commerces

#### Agriculture
- Élevage d'autres bovins et de buffles.
- Élevage de vaches laitières.
- Élevage de chevaux et d'autres équidés.
- Culture et élevage associés.

#### Tourisme
- Hébergements et restauration à Carignan, Douzy, Moulins-Saint-Hubert, Malandry.

#### Commerces
- Commerces et services à Carignan, Bazeilles, Balan, Sedan.

## Culture locale et patrimoine

### Lieux et monuments

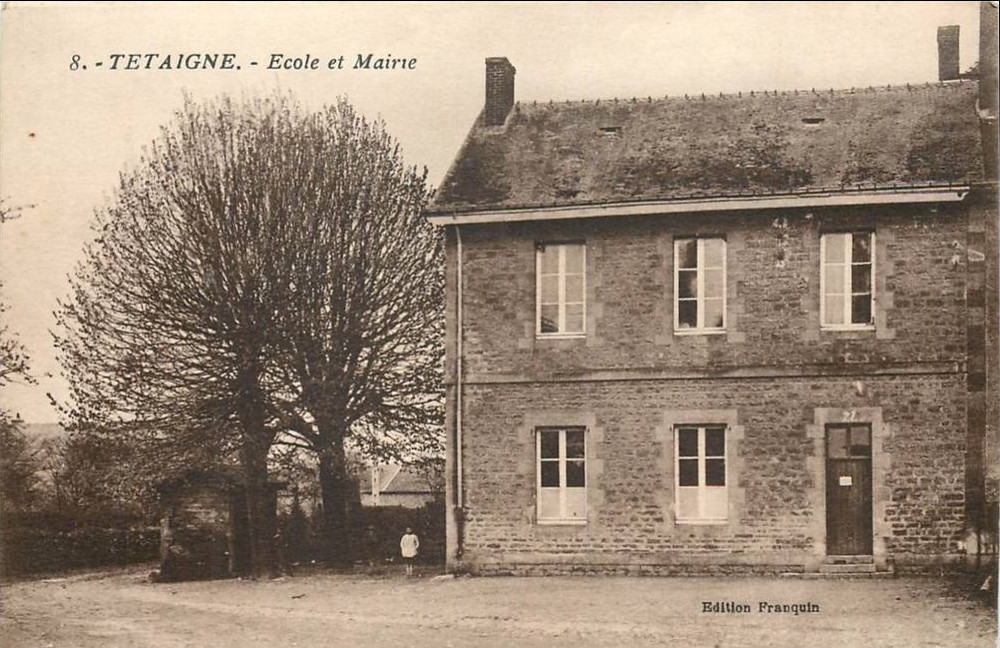
Mairie-école avant 1940.
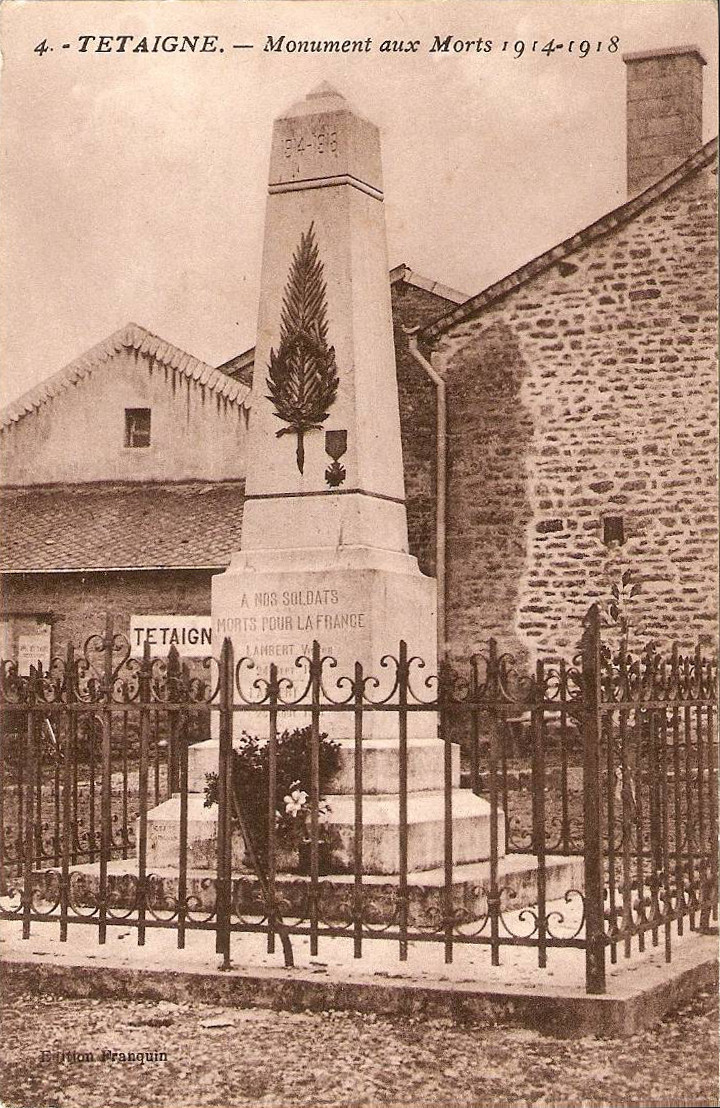
Monument aux morts avant 1940.

- Église Saint-Pierre[28].
- Monument aux morts[29] : Conflits commémorés : Guerre franco-allemande 1914-1918.
- Plaque commémorative en mémoire des juifs arrêtés à Tétaigne le 6 janvier 1944. Regroupés à Drancy, dirigés ensuite le 20 janvier 1944 vers Auschwitz[30].

### Héraldique
| Armes de Tétaigne | Les armes de Tétaigne se blasonnent ainsi : Coupé ondé : au 1er d’azur aux trois roses d’argent, au 2e de gueules à la crosse d’argent accostée de deux croisettes recroisetées au pied fiché d’or. |